# VTB United League Coach of the Year
Il VTB United League Coach of the Year è il riconoscimento conferito annualmente dalla VTB United League al miglior allenatore della stagione. È stato istituito nel 2013.

## Vincitori

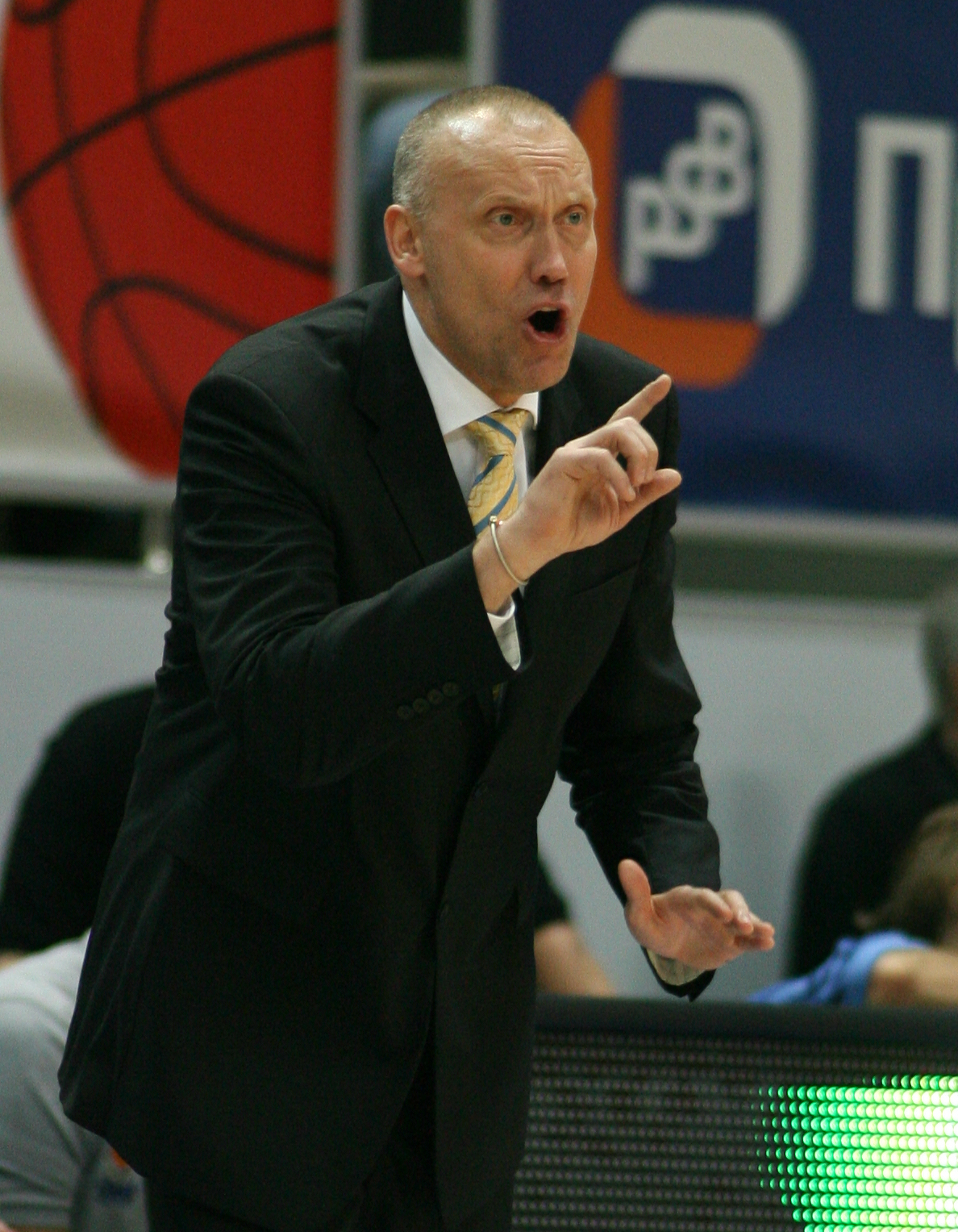
Rimas Kurtinaitis primo vincitore del trofeo

| Stagione  | Nazionalità        | Allenatore           | Squadra              |
| --------- | ------------------ | -------------------- | -------------------- |
| 2013-2014 | Lituania           | Rimas Kurtinaitis    | Chimki               |
| 2014-2015 | Grecia             | Dīmītrīs Itoudīs     | CSKA Mosca           |
| 2015-2016 | Russia             | Vasilij Karasëv      | Zenit S. Pietroburgo |
| 2016-2017 | Grecia             | Dīmītrīs Itoudīs (2) | CSKA Mosca           |
| 2017-2018 | Grecia             | Dīmītrīs Itoudīs (3) | CSKA Mosca           |
| 2018-2019 | Macedonia del Nord | Emil Rajković        | Astana               |
| 2019-2020 | Non assegnato      | Non assegnato        | Non assegnato        |
| 2020-2021 | Spagna             | Xavi Pascual         | Zenit S. Pietroburgo |
| 2021-2022 | Grecia             | Dīmītrīs Itoudīs (4) | CSKA Mosca           |
| 2022-2023 | Macedonia del Nord | Emil Rajković (2)    | CSKA Mosca           |
| 2023-2024 | Croazia            | Velimir Perasović    | UNICS Kazan'         |